# Honbyakushō
 (août 2013).
Les honbyakushō (本百姓) sont des paysans (百姓, hyakushō) dans le Japon pré-moderne. Ils sont les véritables propriétaires des terres agricoles dans les villages, et il leur incombe de payer les impôts pour le village. Cela a pour conséquence leur très grande implication dans le gouvernement des villages.
Après le milieu de l'époque d'Edo, les honbyakushō sont aussi appelés takamochi-hyakushō (高持百姓).

## Source
- (en) Cet article est partiellement ou en totalité issu de l’article de Wikipédia en anglais intitulé « Honbyakushō » (voir la liste des auteurs).